# Hitchhiker (album)
Pour les articles homonymes, voir Hitchhiker (homonymie).
Hitchhiker est un album de Neil Young sorti en 2017.
Certains titres étaient déjà apparus sur des albums précédents de l'artiste.
Il a été classé n°9 en Belgique.

## Titres
| No  | Titre                 | Sources                                                                    | Durée |
| --- | --------------------- | -------------------------------------------------------------------------- | ----- |
| 1.  | Pocahontas            | Rust Never Sleeps (1979), avec overdubs                                    | 3:27  |
| 2.  | Powderfinger          | Rust Never Sleeps (1979), enregistré live avec Crazy Horse                 | 3:22  |
| 3.  | Captain Kennedy       | Hawks & Doves (1980)                                                       | 2:51  |
| 4.  | Hawaii                | inédit                                                                     | 2:38  |
| 5.  | Give Me Strength      | inédit                                                                     | 3:40  |
| 6.  | Ride My Llama         | Rust Never Sleeps (1979), solo live performance                            | 1:50  |
| 7.  | Hitchhiker            | Le Noise (2010), enregistré avec guitare électrique                        | 4:37  |
| 8.  | Campaigner            | Decade (1977), edited to remove a verse                                    | 4:19  |
| 9.  | Human Highway         | Comes a Time (1978), enregistré avec the band                              | 3:16  |
| 10. | The Old Country Waltz | American Stars 'n Bars (1977), enregistré avec Crazy Horse and The Bullets | 3:37  |